# Micronecta kymatista
Micronecta kymatista  (лат.) — вид мелких водяных клопов рода Micronecta из семейства Гребляки (Corixidae, Micronectinae, или Micronectidae). Юго-Восточная Азия, Индонезия: Сулавеси (Sulawesi Utara, Sulawesi Tenggara), Борнео (Kalimantan Timur).

## Описание
Мелкие водяные клопы, длина от 2,8 до 3,1 мм (что для этого рода считается крупным размером). Длина тела более чем в 2 раза превышает его ширину.  Пронотум слегка шире головы. Желтовато-коричневые, верх головы жёлтый, пронотум коричневый, глаза серые, брюшко и ноги светло-жёлтые. Усики 3-члениковые. Тело удлинённое, немного уплощённое, голова широкая. Фасеточные глаза большие, простые глазки отсутствуют. Щиток свободный. У самцов правосторонняя асимметрия брюшка; на VI тергите развит маленький стригилл; коготок передних лапок лопастевидный. Живут в озерах.

## Систематика
Вид был впервые описан в 1999 году и включён в подрод Sigmonecta, близок к виду Micronecta quadristrigata. 
Один из 8 обитающих на Борнео видов рода Micronecta.